# Замета Єгор Станіславович
Єго́р Станісла́вович Заме́та (14 травня 1989, Дніпропетровськ, Українська РСР — 1 травня 2016, Берлін, ФРН) — солдат Збройних сил України, учасник війни на сході України, навідник (34-й окремий мотопіхотний батальйон, 57-ма окрема мотопіхотна бригада).
До мобілізації працював зварювальником. Призваний за мобілізацією 10 липня 2015 року. 5 вересня 2015 року був тяжко поранений снайпером на блокпосту поблизу смт Зайцеве під Горлівкою (Донецька область). Місяць перебував у Харківському шпиталі, 6 жовтня літаком був доставлений у Київський військовий шпиталь у важкому стані, переніс понад 12 операцій, з 17 листопада лікувався в клініці Шаріте. Увечері 30 квітня стан почав швидко погіршуватися.
Помер у німецькій клініці «Шаріте» під час лікування після важкого поранення кулею ворожого снайпера в зоні АТО.
По смерті залишилися мати, брат.
Похований у на Алеї Слави Центрального кладовища м. Кривий Ріг.
Указом Президента України № 48/2017 від 27 лютого 2017 року «за особисту мужність, виявлену у захисті державного суверенітету та територіальної цілісності України, самовіддане виконання військового обов'язку» нагороджений орденом «За мужність» III ступеня (посмертно).